# Jelizawieta Ławrowska
Jelizawieta Andriejewna Ławrowska, ros. Елизавета Андреевна Лавровская (ur. 1 października?/13 października 1845 w Kaszynie w guberni twerskiej, zm. 4 lutego 1919 w Moskwie) – rosyjska śpiewaczka, mezzosopran.

## Życiorys
Studiowała w Konserwatorium Petersburskim u Henriette Nissen-Saloman. Debiutowała w 1867 roku w Petersburgu rolą w Orfeuszu i Eurydyce Ch.W. Glucka. Jej śpiew zachwycił obecną na przedstawieniu wielką księżnę Helenę Pawłowną, która umożliwiła jej dalsze studia u Pauline Viardot w Paryżu. W latach 1868–1872 i 1879–1880 była solistką Teatru Maryjskiego. Wielokrotnie koncertowała w Niemczech, Austrii, Włoszech i Wielkiej Brytanii. Wystąpiła na wystawie światowej w Paryżu w 1878 roku. W latach 1890–1891 śpiewała w Teatrze Bolszoj w Moskwie. Od 1888 roku wykładała w Konserwatorium Moskiewskim.
Była podziwiana przez Piotra Czajkowskiego, który zadedykował jej swoje 6 romansów op. 27 oraz kwartet wokalny Noc. To Ławrowska zachęciła kompozytora do napisania opery Eugeniusz Oniegin. Swoje pieśni dedykował jej także Siergiej Rachmaninow.
W 1871 roku poślubiła księcia Piotra Certielewa.